# مردم هاکا
مردم هاکا ({{lang|zh|客家) که گاهی با نام هاکا هان، یا چینی هاکا، یا هاکاها از آنها نام برده می‌شود یک زیر گروه چینی هان هستند که خانه‌های اجدادی آنها به‌طور عمده در نواحی استانی
گوانگ‌دونگ، فوجیان، جیانگشی، گوانگشی، سیچوآن، هونان، چجیانگ، هاینان، گوئیژو در چین، هم چنین در تائویوان، شهرستان هسینچو، شهرستان میائولی و کائوهسیونگ در تایوان است که به زبان چینی هاکا صحبت می‌کنند. 